# Oberrhein Römer-Radweg
Der Oberrhein Römer-Radweg ist ein ca. 200 Kilometer langer Radfernweg, der durch das Markgräflerland, Kaiserstuhl und Ortenau führt.
Das erste Teilstück wurde als der „Markgräfler Römerweg“ von Badenweiler bis Heitersheim eröffnet. 2013 kam die Verlängerung von Heitersheim bis nach Riegel hinzu. Am 10. April 2016 folgte das südliche Teilstück von Grenzach-Wyhlen nach Müllheim.

## Orte und Sehenswürdigkeiten
- Grenzach-Wyhlen: Regionalmuseum Römervilla, Römischer Podiumstempel, Spätrömisches Brückenkastell, Rheinbrücke Augusta Raurica
- Rheinfelden: Römische Badeanlage, Römischer Gutshof von Nollingen
- Brombach: Römischer Gutshof von Brombach
- Lörrach: Dreiländermuseum
- Efringen-Kirchen: Museum in der „Alten Schule“, St.-Peters-Kirche auf römischen Mauern
- Isteiner Klotz
- Bad Bellingen: Oberrheinisches Bäder- und Heimatmuseum
- Auggen: Römischer Gutshof
- Müllheim: Markgräfler Museum Blankenhorn-Palais, Villa rustica unter der Martinskirche
- Badenweiler: Römerbadruine Badenweiler
- Heitersheim: Römer-Park mit Villa artis, Museum im Schloss
- Bad Krozingen: Römerbrunnen, Stadtmuseum, Römerkeller
- Breisach: Römisches Praetorium auf dem Münsterberg, Museum für Stadtgeschichte
- Sasbach: Spätrömisches Kastell Sponeck
- Endingen: Kaiserstühler Heimatmuseum
- Riegel: Römischer Mithrastempel, Archäologisches Museum
- Lahr: Römersiedlung
- Friesenheim: Römische Straßenstation, Kloster Schuttern
- Hohberg: Straßenstation
- Offenburg:Museum im Ritterhaus, Kastellbad

## Beschilderung
Die Strecke ist nicht einheitlich ausgeschildert. Von Grenzach-Wyhlen bis Müllheim und von Heitersheim bis Offenburg ist die Route als „Oberrhein Römer-Radweg“ gekennzeichnet; Das Stück von Badenweiler bis Heitersheim ist als Wander- und Radweg „Markgräfler Römerweg“ ausgewiesen.